# Magnesio-hastingsite
La magnesio-hastingsite (simbolo IMA: Mhst) è un raro minerale del supergruppo dell'anfibolo, all'interno del quale viene collocato nel "gruppo degli anfiboli con W(OH,F,Cl)-dominante" e da lì al sottogruppo degli anfiboli di calcio dove occupa un posto nel "gruppo contenente la radice  hastingsite nel nome"; essendo un anfibolo, appartiene agli inosilicati e pertanto alla famiglia minerale dei "silicati", e possiede composizione chimica NaCa2(Mg4Fe3+)(Si6Al2)O22(OH)2.
La magnesio-hastingsite è definita con:
- sodio dominante nella posizione A
- ione magnesio bivalente in posizione C
- idrossile (OH) dominante in posizione W.

## Etimologia e storia
Questo minerale è stato menzionato nel 1928 per la prima volta con il nome di magnesiohastingsite in base ad alcuni ritrovamenti avvenuti sul Mount Royal nei pressi di Montréal (nel Québec, in Canada) e sulla Iron Hill in Colorado (Stati Uniti). Il nome è stato cambiato in quello attuale nell'ambito della revisione della nomenclatura degli anfiboli del 2012 (IMA 2012)
La magnesio-hastingsite presenta una composizione chimica analoga all'hastingsite con il ferro ferroso (Fe2+) sostituito dal magnesio.

## Classificazione
La classica nona edizione della sistematica dei minerali di Strunz, aggiornata dall'Associazione Mineralogica Internazionale (IMA) fino al 2009, elenca la magnesio-hastingsite nella classe "9. Silicati (germanati)" e da lì nella sottoclasse "9.D Inosilicati"; questa viene suddivisa più finemente in base alla struttura del minerale, in modo tale che la magnesio-hastingsite possa essere trovata nella sezione "9.DE Inosilicati con catene doppie di periodo 2, Si4O11; clinoanfiboli" dove forma il sistema nº 9.DE.10.
Tale classificazione viene in piccola parte rivista nell'edizione successiva, proseguita dal database "mindat.org" e chiamata Classificazione Strunz-mindat, dove la magnesio-hastingsite occupa i medesimi classe, sottoclasse e sezione della nona edizione, per poi venire smistata nel sistema nº 9.DE.15.
Nella Sistematica dei lapis (Lapis-Systematik) di Stefan Weiß la magnesio-hastingsite si trova nella classe dei "silicati" e nella sottoclasse degli "inosilicati"; qui si trova nella sezione riservata ai minerali con struttura "[Si4O11] a due bande 6-; gruppo degli anfiboli; Ca2-anfiboli" dove forma il sistema nº VIII/F.10.
Anche la classificazione dei minerali secondo Dana, usata principalmente nel mondo anglosassone, elenca la magnesio-hastingsite nella famiglia dei "silicati"; qui è nella classe degli "inosilicati: catene doppie non ramificate, W=2" e nella sottoclasse degli "inosilicati: catene doppie non ramificate, configurazione anfibolo W=2" dove forma il "gruppo 2, Anfiboli di calcio" con il sistema nº 66.01.03a.

## Abito cristallino
La magnesio-hastingsite cristallizza nel sistema monoclino nel gruppo spaziale C2/m (gruppo nº 12) con le costanti di reticolo a = 9,880(2) Å, b = 18,012(4) Å, c = 5,324(2) Å e β = 105,26(2)°, oltre ad avere 2 unità di formula per cella unitaria.

## Origine e giacitura
La magnesio-hastingsite è stata trovata nei basalti alcalini, nelle andesiti, latiti, tefriti e loro tufi, ma anche nelle carbonatiti, oltre che nell'essexite. La paragenesi è con olivina, plagioclasio e pirosseni.
La magnesio-hastingsite è rara, è stata trovata in una sessantina di siti sparsi per il mondo. Qui si ricorda solo la sua località tipo, il "Canadian National Railway tunnel" (45.51333°N 73.63278°W) nei pressi di Montréal (in Canada).

## Forma in cui si presenta in natura
La magnesio-hastingsite forma cristalli prismatici eventi lucentezza vitrea e colore da verde a verde-brunastro. Il suo striscio sulla mattonella di prova ha colore che va dal grigio-verde pallido al verde-brunastro pallido.